# Ctenichneumon panzeri
Ctenichneumon panzeri är en stekelart som först beskrevs av Wesmael 1845.  Ctenichneumon panzeri ingår i släktet Ctenichneumon och familjen brokparasitsteklar.

## Underarter
Arten delas in i följande underarter:
- C. p. suzukii
- C. p. celebensis

## Bildgalleri

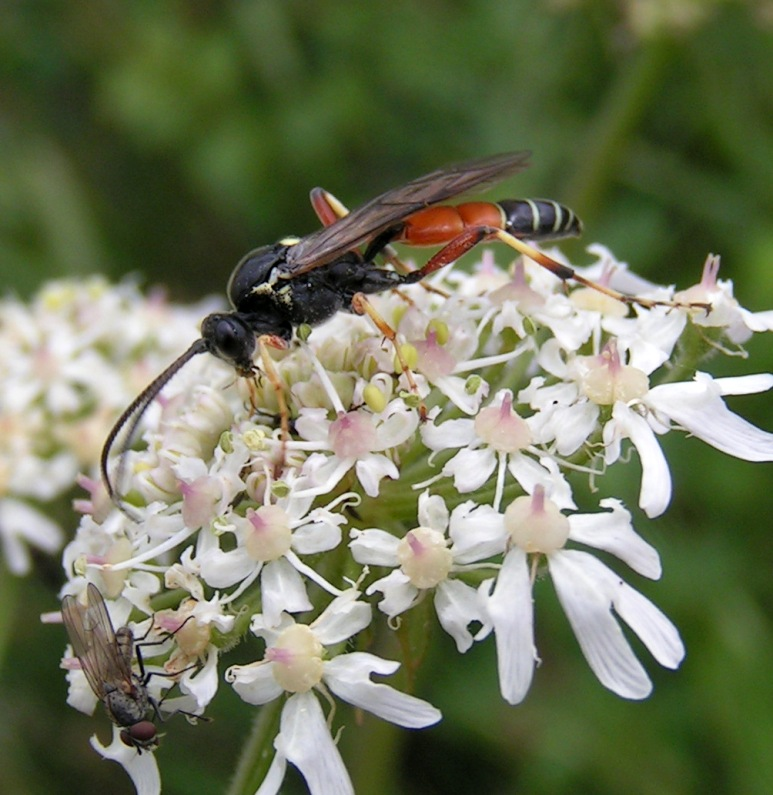